# Beauharnois (ville)
Pour l’article homonyme, voir Beauharnois.
Beauharnois est une ville canadienne du Québec, chef-lieu de la MRC de Beauharnois-Salaberry, dans la région de la Montérégie. 
Située au pays du Suroît, Beauharnois fait partie de la Communauté métropolitaine de Montréal. La ville actuelle de Beauharnois est constituée en 2002 à la suite de la fusion avec la municipalité de village de Melocheville et de la ville de Maple Grove. Elle compte près de 13 000 habitants.

## Histoire

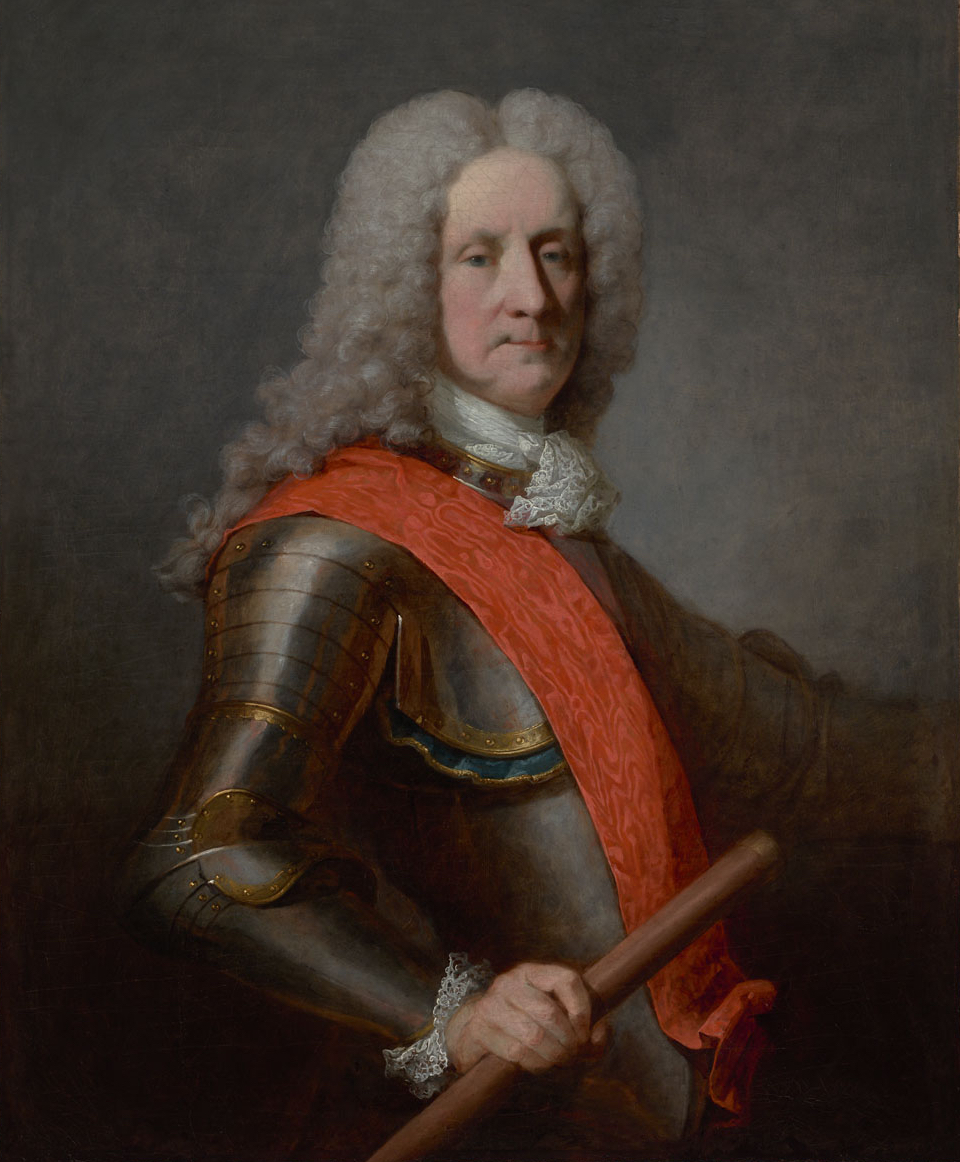
Charles de Beauharnois de La Boische

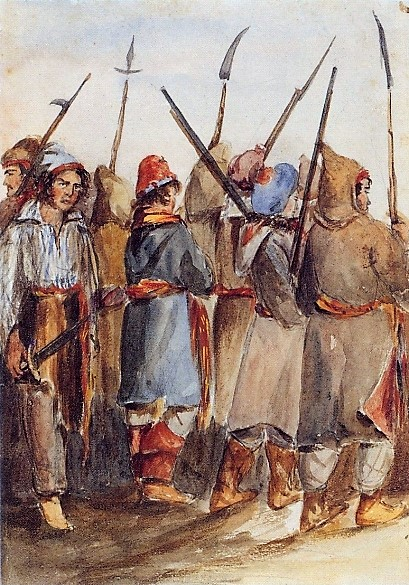
Patriotes à Beauharnois en novembre 1838

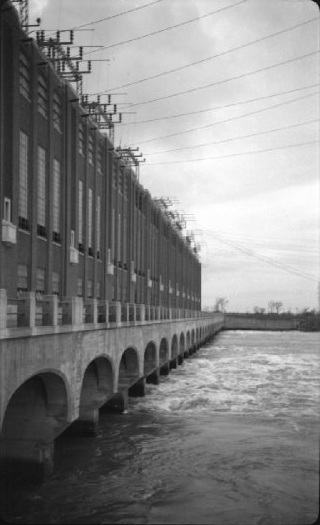
Centrale de Beauharnois en 1941.

À l'époque de la Nouvelle-France en 1729, Charles de Beauharnois et son frère Claude de Beauharnois de Beaumont et de Villechauve se font concéder la seigneurie de Beauharnois. En 1761, quelques colons sont établis sur les lieux actuels de Maple Grove. Autrement, la seigneurie demeure inhabitée jusqu'en 1790. 
Pendant la Bataille de la Châteauguay, le 26 octobre 1813, la division de Beauharnois réussit à repousser les troupes américaines. Beauharnois est aussi connu dans la Rébellion des Patriotes. En 1838, les Patriotes tentent de mettre la main sur la réserve d’armes de l’agent seigneurial pour combattre les troupes britanniques éventuelles. Ils attendront des armes, des troupes et volontaires américains pour combattre les envahisseurs. Les Patriotes feront prisonnier Edward Ellice (en), le fils du seigneur, son épouse et l’agent de ce dernier. Par la suite ils attaquent et font couler le bateau Henry Brougham. Peu après, les troupes du Glengarry Highlanders se présentent et sont plus fortes en nombre que les Patriotes. Ceux-ci essaieront néanmoins de les stopper en allant démolir un pont à Saint-Timothée, mais les troupes étaient déjà rendus.
Le canal de Beauharnois est creusé entre 1842 et 1845 entre les lacs Saint-Louis et Saint-François. En 1843, le nombre d’écluses baisse de sept à cinq et la largeur passe de 15 à 36 mètres. De plus, la profondeur passe de 1,4 à 2,7 mètres. L’agrandissement du Canal de Lachine va de pair avec les travaux du Canal de Beauharnois. Mais dans les années 1840, les organisations syndicales n'étaient pas beaucoup présentes et la construction du canal de Beauharnois donne lieu à des conflits. Plusieurs abus ont lieu sur les travailleurs. Le 3 juin 1843, une grève éclate au chantier du canal. Dans les combats, 5 ouvriers sont tués et 50 sont blessés. Cette grève est l’acte de répression ouvrière le plus sanglant de l’histoire du Canada. En 1845, la municipalité de paroisse de Saint-Clément-de-Beauharnois est érigée alors que le bureau de poste de Maple Grove est implanté. La seigneurie de Beauharnois est érigée comme municipalité de village en 1846, puis en ville en 1863. Cette même année, un eu plus à l'ouest, le bureau de poste de Melocheville est construit. Dans les années 1860-1880, le commerce de grains se développe en raison de la position de Beauharnois entre le canal de Lachine et le canal de Beauharnois. 
En 1918, le secteur du Bas-du-Fleuve devient une municipalité sous le nom de Maple Grove. Ce nom anglais est choisi pour attirer les touristes américains alors que la majorité de la population est largement francophone. L'année suivante en 1919, la municipalité de Lac-Saint-Louis, correspondant à la collectivité située entre Saint-Timothée et le centre de Beauharnois, est créée. La Beauharnois Light, Heath and Power Co., fondée en 1902, fait l'objet d'un scandale lorsque la compagnie veut dériver les eaux du fleuve Saint-Laurent pour construire la Centrale de Beauharnois. Elle inaugure la centrale en 1931. La compagnie est nationalisée lors de la création d'Hydro-Québec en 1944. La centrale est agrandie en 1953, puis encore en 1961, portant la capacité à 1 657 MW et en faisant la plus importante au Québec jusque dans les années 1970.
En 1953, la municipalité de Lac-Saint-Louis devient la municipalité de Melocheville, reprenant la désignation du bureau de poste. En 2002, dans le cadre de la réorganisation des municipalités du Québec, les villes de Beauharnois, de Maple Grove et de Melocheville fusionnent pour former la ville actuelle de Beauharnois.

### Chronologie
- 1729 : Louis XV, le roi de France concède au marquis Charles de Beauharnois, gouverneur du Canada, et à son frère Claude de Beauharnois, une ville connu sous le nom de Villechauve qui prendra le nom de Beauharnois plus tard.
- 1763 : Villechauve est cédée à Michel Chartier de Lotbinière
- 1795 : Villechauve appartient désormais à Alexandre Ellice
- 1799 : Construction du moulin à farine
- 1813: 4 capitaines de Beauharnois réussissent à repousser les troupes américaines lors de la Bataille de Châteauguay
- 1818 :  La première église fut achevée
- 1819 : La paroisse St-Clément compte 1076 âmes. Plus tard dans l'année, la ville assiste à l'établissement d’une desserte avec un curé résidant
- 1825 : Ouverture du premier magasin général
- 1829 : Arrivée du premier bureau de poste
- 1834 : Début des travaux de construction de l’église presbytérienne St-Edwards.
- 1835 : Érection de la paroisse civile de Beauharnois.
- 1838: Insurrection patriote à Beauharnois et défaite pour les habitants de la ville avec l'incendies des maisons, la saisie des biens et l'expatriation. Plus tard, les patriotes mettent la main sur la réserve d’armes de l’agent seigneurial pour combattre les futures troupes britanniques. Ils feront prisonniers Edward Ellice, le fils du seigneur, son épouse et leur agent et par la suite, ils attaquent Henry Brougham, où ils croyaient la présence de troupes britanniques. La ville était sous contrôle des patriotes jusqu'à l'arrivée des troupes du Glengarry Highlanders.
- 1839 : Un banquier britannique achète la seigneurie Ellice et la revend à la compagnie London Land Co.
- 1845 : L’église St-Clément s’ouvre au culte. La paroisse St-Clément est érigée en municipalité. Naissance de la commission scolaire St-Clément. Ouverture du canal de Beauharnois. Retour d’exil des patriotes dont Toussait Rochon, futur et dernier maire de Beauharnois-village.
- 1846 : La paroisse civile de St-Clément de Beauharnois est démembrée et le village de Beauharnois est formé.
- 1854 : Abolition de la tenure seigneuriale.
- 1858 : Implantation d'un Palais de Justice à Beauharnois
- 1863 : Incorporation de Beauharnois en ville. Naissance de la compagnie Kilgour, manufacturier de meubles.
- 1871 : La première banque fait son apparition à Beauharnois sous le nom de la Banque des Marchands.
- 1887 : La compagnie Bell offre ses services à la population.
- 1907 : Le canal de Beauharnois rend l'âme à la suite d'une dynamisme industriel et agricole.
- 1912 : Ouverture de la Howard Smith Paper Mills (renommé plus tard sous le nom de Domtar et Spexel par la suite), fabricant de papier.
- 1929 : Début des travaux d’aménagements du canal de Beauharnois et construction de la centrale électrique.
- 1936 : Construction de la St-Lawrence Alloys (devenue Union Carbide puis Elkem).
- 1942 : Construction de l’usine Alcan.
- 1949 : Construction de Stanchem (PPG), usine de chlore-alkali.
- 1953 : Mise en opération de l’usine Chromasco, fonderie de ferro-alliages.
- 1959 : Fondation de la paroisse St-Paul.
- 1977 : Fermeture de l’établissement Kilgour. La fermeture de l’usine provoque la perte de 117 emplois directs.
- 1982 : Création d’un musée à l’intérieur du chemin couvert de l’église St-Clément. Le musée Nicolas-Manny va permettre de découvrir le patrimoine régional.
- 1991 : Timminco (Chromasco) et Elkem ferment leurs portes.
- 1992 : Hydro-Québec inaugure son nouveau Centre d’interprétation.
- 1995 : Fondation de Beauharnois, une place dans l’avenir.
- 2002 :  Fusion entre les villes de Beauharnois, de Maple Grove et de Melocheville
- 2012 : OVH, une compagnie française d'hébergement de site web, annonce son intention de s'implanter à Beauharnois

## Géographie

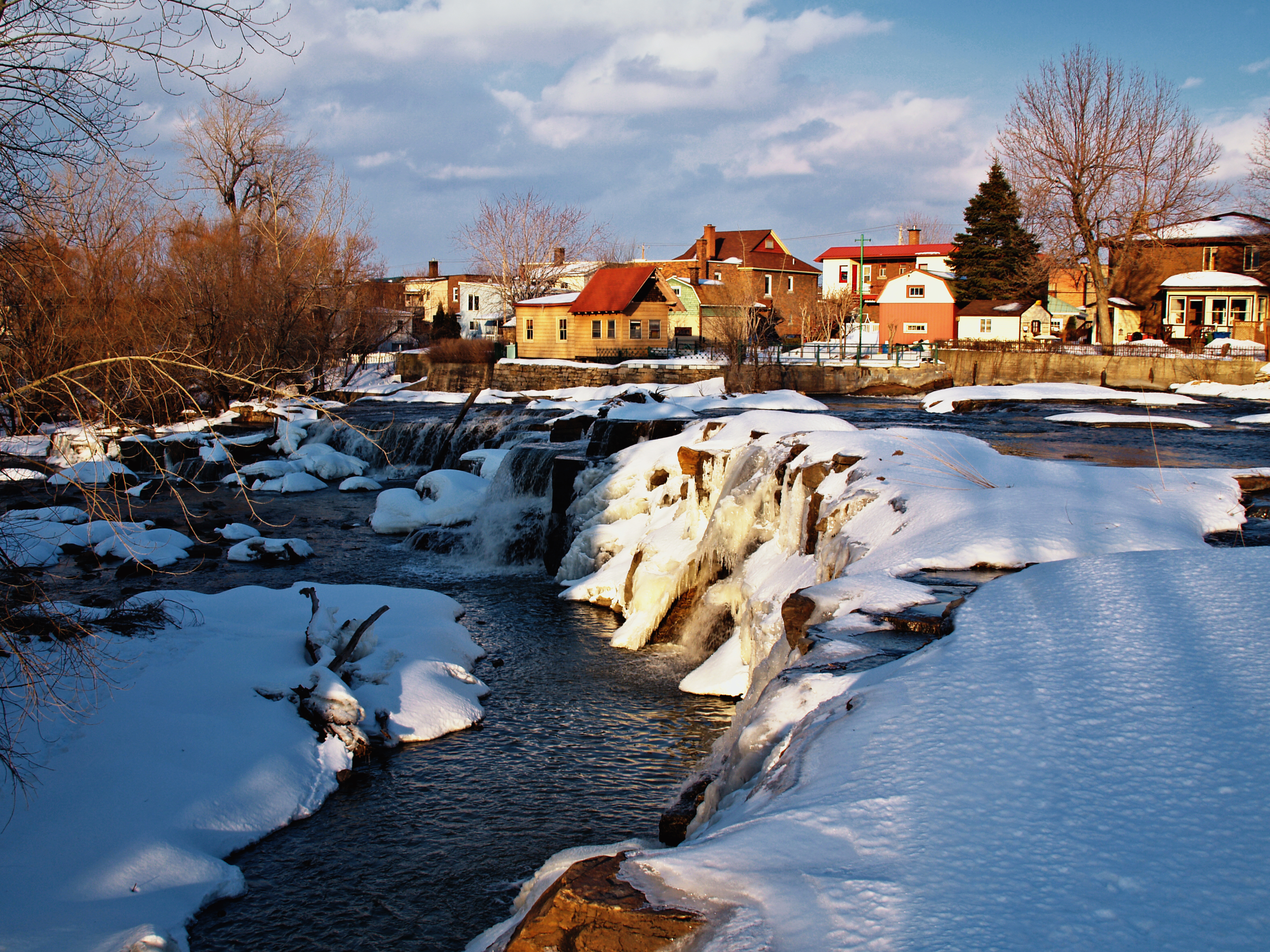
Chutes Saint-Louis

La ville de Beauharnois est située dans les basses-terres du Saint-Laurent, sur la rive droite du fleuve Saint-Laurent à la hauteur du lac Saint-Louis en face du confluent avec la rivière des Outaouais. Elle se trouve de la municipalité régionale de comté (MRC) de Beauharnois-Salaberry, au centre du Suroît. Beauharnois est immédiatement à l'est de Salaberry-de-Valleyfield, à environ 40 kilomètres au sud-ouest du centre-ville de Montréal. La municipalité est bornée au nord-ouest par le fleuve Saint-Laurent, au nord par le lac Saint-Louis, à l'est par Châteauguay et Léry, au sud-est par Sainte-Martine, au sud par Saint-Étienne-de-Beauharnois, au sud-ouest par Saint-Louis-de-Gonzague et à l'ouest par Salaberry-de-Valleyfield. Sur la rive opposée se trouve la MRC de Vaudreuil-Soulanges, avec au point de confluence Pointe-des-Cascades et au bord du lac Saint-Louis sur l'île Perrot se trouve Notre-Dame-de-l'Île-Perrot.
Le territoire couvre une superficie de 83,40 km2 dont 67,17 km2 sont terrestres. Le relief est plat, Beauharnois étant située dans les basses-terres du Saint-Laurent. Le centre de Beauharnois est à une altitude d'environ 30 m. Les points les plus bas se trouvent sur la rive du fleuve Saint-Laurent à Melocheville (21 m) et à l'île aux Plaines (22 m). Le point le plus élevé se situe à l'approche est du pont ferroviaire 52 m.
Le paysage du lac Saint-Louis présente un intérêt certain. Le canal de Beauharnois traverse le territoire du sud-ouest au nord. La rivière Saint-Louis, dans un axe parallèle, arrose le centre du territoire avant de se jeter dans le lac Saint-Louis. Les îles de la Paix, comprenant entre autres l'île à Thomas, l'île du Docteur, l'île à Thambault et l'île aux Plaines, sont séparées de Maple Grove par le chenal Bergeron. Le territoire comporte plusieurs milieux humides, principalement dans les îles de la Paix, Maple Grove, le Grand marais de Beauharnois et le marais de Beauharnois Nord-Ouest.

## Urbanisme

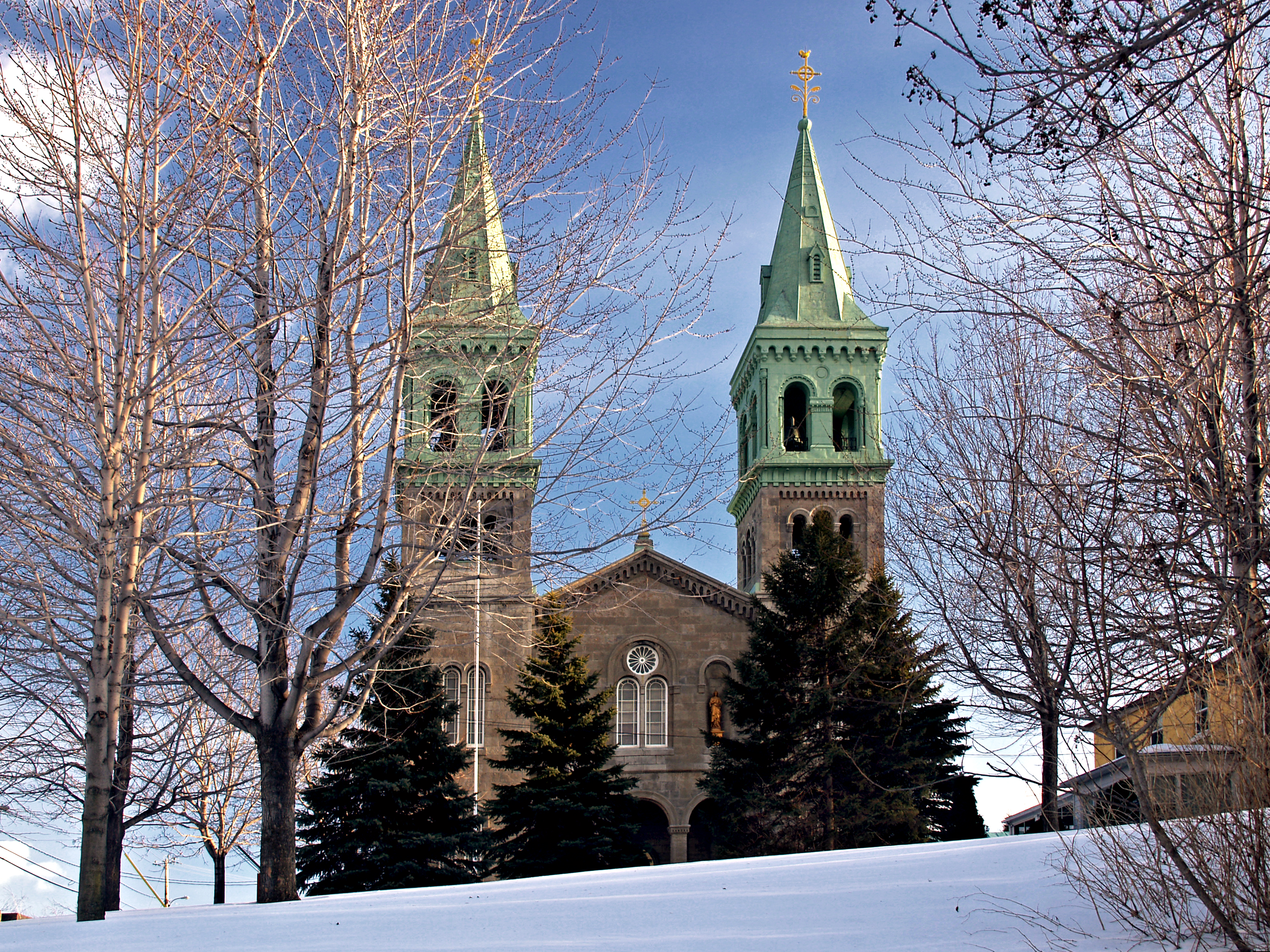
Église Saint-Clément

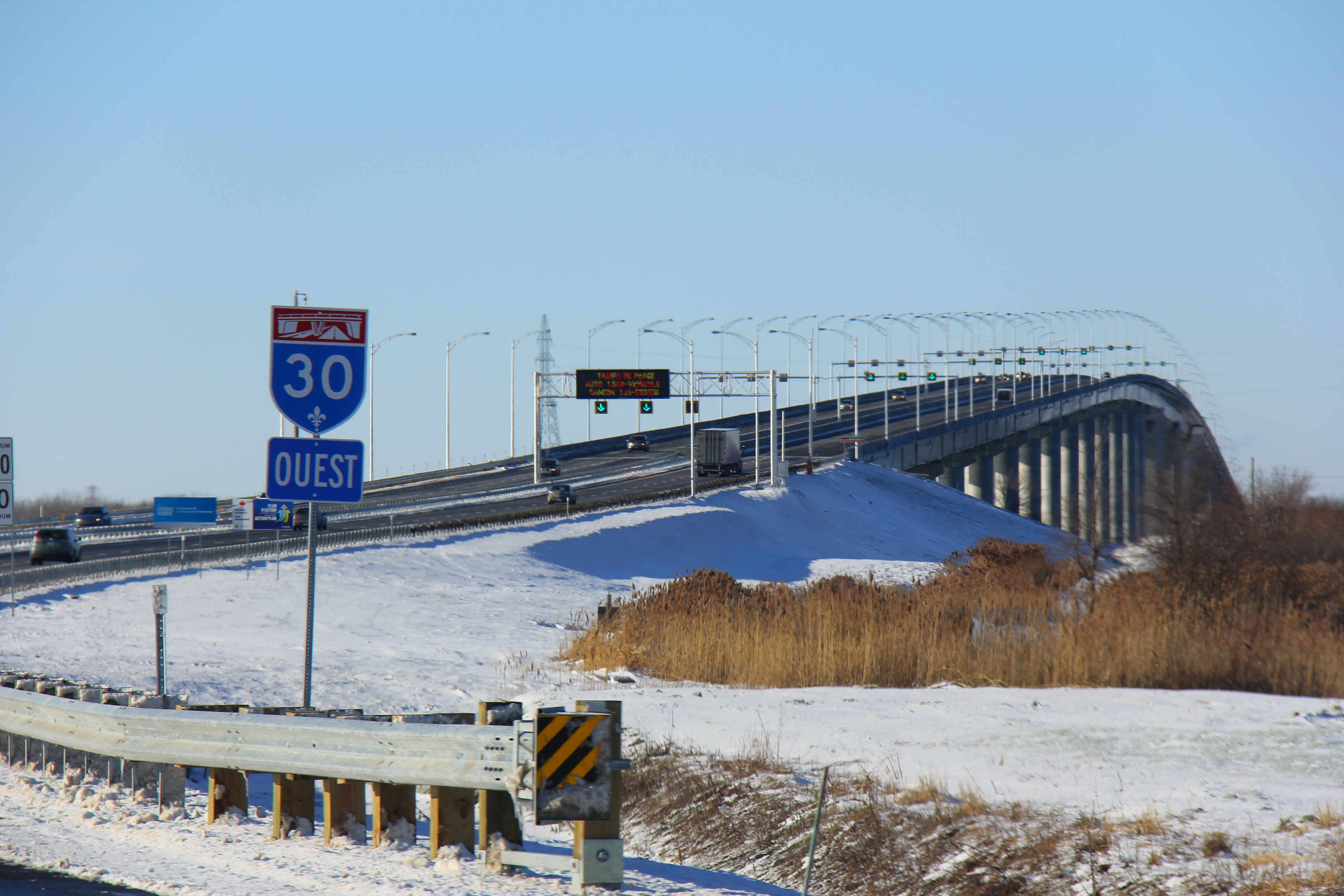
Pont Madeleine-Parent

Melocheville est un village développé sur l'île de Salaberry sur la rive gauche du canal de Beauharnois. L'aire urbaine de Beauharnois est construite, pour sa fonction résidentielle et commerciale, sur la rive droite de la rivière Saint-Louis immédiatement en amont de l'embouchure. Le parc industriel de Beauharnois se trouve entre la rivière Saint-Louis et le canal de Beauharnois, à proximité de la centrale de Beauharnois. Maple Grove, aménagé entre la route 132 et le lac Saint-Louis, se compose d'un habitat champêtre et de villégiature. Saint-Paul est un quartier situé au centre-est de Beauharnois alors que Parc-Tisseur se trouve en rive de la Saint-Louis au sud de l'agglomération. Vendôme est un hameau riverain de la Saint-Louis plus au sud, à la limite de Saint-Étienne-de-Beauharnois.
En 2006, la ville comptait 5 120 logements occupés. Parmi ces logements, 56,2 % sont individuels, 4,3 % sont jumelés, 0,4 % sont en rangée, 11,8 % sont des appartements ou duplex, 3,5 % des logements entrant dans la catégorie autres, tels que les maisons-mobiles, 23,8 % sont des immeubles de moins de 5 étages et il n'y a aucun immeuble de plus de 5 étages. De plus, il y avait 3 330  logements possédés ainsi que 1 785 logements qui sont loués. 3 885 logements ont été construits avant 1986, alors que 1 235 logements ont été construits entre 1986 et 2006. De ce nombre de logements, 8,2 % ont besoin de réparations majeures. Les logements comptent en moyenne 5,7 pièces et 0,2 % des logements comptent plus d'une personne habitant par pièce. Les logements ont une valeur moyenne de 143 638 $C, comparativement à 182 399 $C au Québec. La présence du lac Saint-Louis favorise la villégiature, particulièrement à Maple Grove.
La collectivité locale compte le parc Bourcier et la marina de Beauharnois.
Beauharnois est desservie par l'autoroute de l'Acier (A-30) qui la ceinture. Cette autoroute permet un accès rapide à l'ouest vers Salaberry-de-Valleyfield via l'autoroute 530 et au nord-ouest vers Vaudreuil-Dorion par le pont Serge-Marcil qui franchit le Saint-Laurent. L'autoroute franchit le canal de Beauharnois par le pont Madeleine-Parent. À l'est, l'A30 donne accès à Châteauguay, à l’île de Montréal par le pont Honoré-Mercier ainsi qu'à la Rive-Sud de Montréal. La route 132 (ancienne route 3), de classe nationale, longe le fleuve Saint-Laurent. Elle emprunte le boulevard de Melocheville à l'ouest et le boulevard de Maple Grove, elle relie les secteurs de Melocheville, Beauharnois-Centre et Maple Grove entre eux et avec les villes voisines. Le chemin de la Beauce (R-205) relie Beauharnois à Sainte-Martine au sud alors que le chemin Saint-Louis (R-236) longe le canal de Beauharnois en direction de Saint-Étienne-de-Beauharnois au sud-ouest. Trois échangeurs de l'A-30 desservent le territoire de Beauharnois : l'échangeur 17 donnant sur le chemin du Canal et le secteur Melocheville, l'échangeur 22 reliant le boulevard de l'Énergie et le chemin Saint-Louis (route 236); l'échangeur 26 assurant la connexion avec le chemin de la Beauce (route 205). 
La ville de Beauharnois a créé un service de desserte locale, sillonnant toute la ville. Ce circuit, gratuit pour les citoyens de Beauharnois, est disponible tous les jours de la semaine. De plus, un service de Taxi-Bus, entré en vigueur en 2007, relie les principaux lieux de la ville. Un service de transport reliant Beauharnois et Montréal est également disponible. La STSV offre un service d'autobus entre Salaberry-de-Valleyfield et Beauharnois.
En raison de la présence de la centrale hydroélectrique, le territoire est traversé par de multiples lignes hydroélectriques, avec les postes électriques de Beauharnois, de Beauharnois-Est et de Melocheville.

## Milice
Le 64e Régiment des Voltigeurs de Beauharnois a été levé le 4 juin 1869 et a été placé en état d’alerte en 1870 lors des raids des Féniens. En effet, deux fois entre 1866 et 1870, les Compagnies de Beauharnois et de Châteauguay ont été appelées aux armes afin de contrer l’attaque de groupes d’Irlandais américains qui accusaient l’Angleterre de favoriser le Sud lors de la guerre de Sécession.
C’est à cette époque qu'est apparue la devise « Toujours prêts ». Lors de l’invasion fénienne de 1870, le Régiment a eu la responsabilité de protéger le canal de Beauharnois ainsi que d’escorter le transport des troupes et des munitions.
Le 64e Régiment des Voltigeurs de Beauharnois fut fusionné le 1er mai 1901 avec le 76e Régiment des Voltigeurs de Châteauguay pour devenir le 64e Régiment de Fusiliers Voltigeurs de Châteauguay. Le 1er mars 1902, l’appellation le Régiment de Châteauguay lui est accordée. Aujourd'hui le régiment de Châteauguay est devenu avec le temps Le 4r22r  un régiment de la première réserve des forces canadiennes et est situé à Laval. Le régiment de Châteauguay fut un régiment fondateur du r22r.

## Politique
Le conseil municipal comprend le maire et six conseillers. Les élections municipales ont lieu tous les quatre ans en bloc, chaque conseiller représentant la population d'un district. Les districts se délimitent ainsi (automne 2017) : 1- Îles-de-la-Paix correspond à Maple Grove; 2 - Beauce se constitue de la zone entre le chemin de fer et le lac Saint-Louis aux abords du chemin de la Beauce; 3 - Moissons regroupe toutes les aires rurales à l'est du canal de Beauharnois, de même que Parc-Tisseur et Saint-Paul; 4 - Saint-Louis se limite au secteur de la rue Saint-André; 5 - Parc Industriel cumule la section de Melocheville au nord de la route 132, le parc industriel et le centre-ville, 6 - Pointe-du-Buisson couvre la section de Melocheville au sud de la route 132. Le district 6 - Pointe-du-Buisson englobe l'ouest de Melocheville jusqu'à l'automne 2017, ce qui explique son nom. Le maire actuel (2017) est Claude Haineault, succédant à Daniel Charlebois en 2009. L'administration municipale est structurée selon trois fonctions : logistique, stratégique et sociale.
|                       | 2005-2009             | 2009-2013                 | 2013-2017                 | 2017-2021                |
| --------------------- | --------------------- | ------------------------- | ------------------------- | ------------------------ |
| Taux de participation | ...                   | 55,9 %                    | 55,8 %                    |                          |
| Maire                 | Daniel Charlebois (a) | Claude Haineault (63,5 %) | Claude Haineault (57,3 %) | Bruno Tremblay           |
| 1 - Îles-de-la-Paix   | Mario Tanguay (a)     | Gaëtan Dagenais           | Gaëtan Dagenais           | Jocelyne Rajotte         |
| 2 - Beauce            | Daniel Gervais (a)    | Michel Quévillon          | Michel Quévillon          | Roxanne Poissant         |
| 3 - Moissons          | Sylvie Guérin (a)     | Guillaume Lévesque-Sauvé  | Guillaume Lévesque-Sauvé  | Guillaume Lévesque-Sauvé |
| 4 - Saint-Louis       | Henriette Fichault    | Patrick Laniel            | Patrick Laniel            | Richard Dubuc            |
| 5 - Parc Industriel   | André Vinet (a)       | Jocelyne Rajotte          | Jacques Daoust            | Alain Savard             |
| 6 - Pointe-du-Buisson | Bruno Tremblay (a)    | Bruno Tremblay            | Linda Toulouse            | Linda Toulouse(a)        |

Les limites des districts peuvent avoir changé au cours de la période. (%) Entre parenthèses, proportion des voix obtenues; (a) Sans opposition.

| Beauharnois Maires depuis 2005                                                                                       |                   |         |          |
| Élection | Maire             | Qualité | Résultat |
| 2005 | Daniel Charlebois |         | Voir     |
| 2009 | Claude Haineault  |         | Voir     |
| 2013 | Claude Haineault  | Voir    |          |
| 2017 | Bruno Tremblay    |         | Voir     |
| 2021 | Alain Dubuc       |         | Voir     |
| Élection partielle en italique Depuis 2005, les élections sont simultanées dans toutes les municipalités québécoises |                   |         |          |

Sur le plan supra-local et régional, Beauharnois fait partie la municipalité régionale de comté (MRC) de Beauharnois-Salaberry, dont elle est le chef-lieu. La municipalité fait également partie de la Communauté métropolitaine de Montréal, contrairement à sa voisine Salaberry-de-Valleyfield. Son territoire fait partie de la circonscription électorale québécoise de Beauharnois et de la circonscription électorale fédérale de Salaberry—Suroît. Avant les élections fédérales canadiennes de 2015, le territoire de Beauharnois était compris dans la circonscription de Beauharnois-Salaberry.

## Démographie
En 2011, la ville comptait 12 011 habitants, appelés Beauharlinois. Le gentilé est probablement choisi pour éviter la confusion avec le nom de la ville. Les habitants de Maple Grove sont les Acervillois alors que ceux de Melocheville se dénomment Melochevillois. La population connaît une légère augmentation de 0,8 %  par rapport à 5 ans plus tôt. En 2006, il y a en tout 5 120 logements, dont 3 530 familles. Les ménages comptent en moyenne 2,3 personnes tandis que les familles comptent en moyenne 2,8 personnes. 1 240 ménages sont composés de couples avec enfants, 1 680 de couples sans enfants, 1 490 de personnes seules, et 710 des ménages entrent dans la catégorie autres (familles monoparentales, colocataires, etc.). 1 810 des familles de la ville comptent un couple marié, 1 145 comptent un couple en union libre, et 570 sont monoparentales, dont 470 sont des femmes monoparentales. L'âge médian de la population de la ville est de 44 ans, comparativement à 41 ans pour la province. Parmi la population de 11 920 habitants en 2006, les femmes sont au nombre de 6 085, alors que les hommes sont au nombre de 5 835. De plus, 10 090 personnes ont plus de 15 ans. Chez les plus de 15 ans, 4 145 sont célibataires, 3 675 sont légalement mariés, 235 sont séparés, 1 220 sont divorcés et 820 sont veufs.
| 1981  | 1986  | 1991  | 1996  | 2001   | 2006   | 2011   | 2016   | 2021   |
| ----- | ----- | ----- | ----- | ------ | ------ | ------ | ------ | ------ |
| 7 025 | 6 519 | 6 449 | 6 435 | 11 464 | 11 918 | 12 011 | 12 884 | 13 638 |

Les autochtones sont au nombre de 175 dans la ville et 65 personnes sont de minorité visible. Les immigrants sont, eux aussi, au nombre de 175 et il n'y a aucun résident non permanent. 50 personnes d'entre elles affirment ne pas être citoyen canadien. 9 865 personnes, qui sont âgées de 15 ans et plus, affirment être issues de familles établies au Canada depuis au moins trois générations. 10 460 personnes de la ville avaient la même adresse depuis au moins 1 an alors que 1125 personnes habitaient dans la même province 1 an auparavant, mais ont changé d'adresse. De plus, 15 personnes habitaient dans une autre province ou un autre territoire canadien 1 an auparavant. À la même date du recensement 2006, 7 405 personnes avaient la même adresse depuis au moins 5 ans. 3 685 personnes habitaient dans la même province 5 ans auparavant, mais ont changé d'adresse. 75 personnes habitaient dans une autre province ou un autre territoire canadien 5 ans auparavant et 15 personnes habitaient ailleurs dans le monde.
Selon le recensement de 2006, la langue maternelle à Beauharnois est le français chez 94,53 % des habitants, l'anglais chez 3,38 % et les deux langues chez 0,38 % alors que 1,71 % sont allophones. Concernant les langues connues, 7 515 personnes affirment être unilingues francophones, alors que seulement 35 personnes affirment être unilingues anglophones. Les deux langues, soit le français et l'anglais, sont comprises par 4 140 personnes. Le français est la langue la plus souvent utilisée à la maison, avec 11 245 personnes qui l'utilisent quotidiennement. L'anglais seulement est utilisé à la maison par 345 personnes, les deux langues ensemble par 40 personnes, une langue non officielle du Canada par 40 personnes, et le français et une langue non officielle par 15 personnes. Selon des statistiques depuis 2005, 6 105 personnes affirment utiliser le français comme langue au travail. L'anglais est utilisé par 210 personnes. Les deux langues ensemble, soit le français et l'anglais, sont utilisées par 160 personnes.
Langue Maternelle des citoyens de Beauharnois en 2006
| Langue              | Population | Pct (%) |
| ------------------- | ---------- | ------- |
| Français            | 11,055     | 94,53 % |
| Anglais             | 395        | 3,38 %  |
| Français et Anglais | 45         | 0,38 %  |
| Autres Langues      | 200        | 1,71 %  |

## Économie
L'industrie de la fabrication, notamment la fonte, le papier et l'aluminium, domine l'économie locale. 

## Culture
Le site archéologique de la Pointe-du-Buisson à Melocheville retrace l'occupation du territoire par les Iroquoiens il y a plus de 5 000 ans. Le Site patrimonial de l'Entrée-Inférieure-de-l'Ancien-Canal-de-Beauharnois est classé par le ministère de la Culture et des Communications du Québec.
- Centrale de Beauharnois, qui fait 1 903 MW, la plus vaste du Québec avant d'être surpassée par la Centrale Robert-Bourassa, à la Baie-James
- L'église Saint-Clément bâtie en 1843
- Parc des Chutes Saint-Louis. Il est situé à proximité de l'église Saint-Clément. Le pont Préville permet de franchir la rivière Saint-Louis pour se rendre dans le parc où se trouvent le bâtiment d'un moulin à laine et une plateforme d'observation des chutes.
- Bois Robert
- La Maison du Meunier
- L'hydromellerie Miel Nature à Beauharnois

## Société

### Éducation
Plusieurs écoles se trouvent à Beauharnois:
- École Secondaire des Patriotes-de-Beauharnois
- École Jésus-Marie
- École St-Paul
- École Notre-Dame-De-La-Paix
- École Saint-Eugène
- Centre des Moissons
- La Nouvelle-École

### Sports et loisirs
L'équipe de hockey sur glace les Patriotes de Beauharnois fait partie de la Ligue de hockey senior du Richelieu. L'équipe est triple championne (2012, 2013 et 2014) de la coupe Lamosa, emblème de la suprématie de la Ligue. Les Régates de Beauharnois ont lieu à la fin août depuis 2007.
L'été, plusieurs activités de plaisance se pratiquent à Maple Grove, par exemple le canotage, la course en canot, la baignade.

### Personnalités
- Joseph Doutre (1825-1886), écrivain, journaliste, homme politique et avocat
- George Caverhill (1858-1937), homme d'affaires canadien et propriétaire de Caverhill, Learmont & Co.
- Louis Dantin (1865-1945), poète, romancier et critique littéraire.
- William-Athanase Baker (1870-1949), écrivain québécois
- Albert Laberge (1871-1960), écrivain
- Yvonne Beaudry (1875-1947), infirmière en chef
- Bruno Laplante (1938), baryton, récitaliste et chanteur d'opéra
- Francine D'Amour (1948), romancière
- Serge Arcuri (1954), compositeur
- Nathalie Mallette (1965), actrice
- Mathieu Cyr, humoriste et comédien
- Étienne Dano, humoriste.
- Elie-Hercule Bisson (notaire et homme politique) (1833-1907), maire de Beauharnois